# Marcel Gascoin
Pour les articles homonymes, voir Gascoin.
Marcel Gascoin, né le 24 août 1907 au Havre et mort le 27 octobre 1986 à Paris 13e, est un décorateur spécialisé dans le « meuble de série », ayant joué un rôle majeur dans l'émergence d’un design français après la Seconde Guerre mondiale.

## L’esprit et la matière du mobilier de bateau
Né dans une famille de marins au Havre (quartier du Perrey) et fils d’un chef d’atelier dans une école pratique d’enseignement de la menuiserie, Marcel Gascoin suit une double formation : technique comme menuisier-ébéniste (section des arts appliqués, École des beaux-arts du Havre) et théorique à l’École nationale supérieure des arts décoratifs (ENSAD, Paris) où il rencontre Henri Sauvage qui l’oriente vers une production à la fois moderne et sociale. Évoquant sa jeunesse dans une interview de la Revue de l’ameublement (février 1963), il dit avoir découvert dans le mobilier de marine et le trafic du bois un « parfum d’aventure » et surtout un certain sens pratique. Il affirme dès lors qu’il faut « adapter le contenant au contenu » ; portant cette idée alors neuve, il obtient une recommandation de Robert Mallet-Stevens pour participer à l'exposition de l'Union des artistes modernes en 1930. L’expérience se prolonge par une participation au concours pour une « Cabine de bateau » organisé par l'office des techniques d'utilisation de l'acier (OTUA) en 1934, en collaboration avec Jean Prouvé.
Marcel Gascoin ne s'aliène pas pour autant aux principes du Mouvement moderne : son goût pour le « bel ouvrage », à la fois utile et solide, se caractérise par un attachement au travail du bois et à l’artisanat de marine. Une démarche qu’il prolonge durant toute sa carrière : l’agencement de ses armoires-dressing évoque le « secrétaire de marine » ; l’usage des « systèmes » (meubles escamotable, pliants, gigognes, à abattant, etc.) s’inspire d’astuces utiles dans l’espace étroit d’une cabine de bateau. De 1952 à 1955, il fait appel au savoir-faire d’une maison havraise (Loison frères) spécialisée dans la fabrication industrielle de mobilier de marine pour éditer ses meubles et les diffuser dans sa ville natale, alors en pleine reconstruction sous la direction d'Auguste Perret.

## Conjuguer modernisme et démocratisation
Si la première expérience professionnelle de Marcel Gascoin consiste à aménager des vitrines au sein du faubourg Saint-Antoine, il n’en restera pas moins l’homme d’un modernisme accessible et pragmatique. Ses premières créations suivent l’évolution du Salon des arts ménagers lorsque celui-ci s’oriente vers des meubles de série à la fois modernes, économiques et de qualité. Dans le salon de 1938, il propose d’éditer des rangements, où l’on peut déjà noter les prémices d’un design organique mais cette histoire est interrompue en France et ne se prolonge qu’en Europe du Nord. Au lendemain de la guerre, Marcel Gascoin trouve une seconde chance grâce à ses liens amicaux avec Raoul Dautry et Eugène Claudius-Petit - ministres chargés de la reconstruction - qui lui permettent de s’imposer au premier plan. En 1947, il coordonne l'Exposition internationale de l'urbanisme et de l'habitation : responsable de nombreux stands (cuisine, éclairage, AFNOR…), il aménage entre autres un modèle d’appartement pour la reconstruction de Sotteville-lès-Rouen (Marcel Lods architecte).
Certains trouvent alors ses lignes abusivement sèches : « d’un fonctionnalisme, d’une sévérité un peu trop protestante. La vie quotidienne n’est pas une condamnation au strict nécessaire à perpétuité ». Cependant, les revues les plus modernes n’hésitent pas à le placer sur leur page de garde (Le Décor d’aujourd’hui). Marcel Gascoin est le décorateur tout désigné pour répondre aux problèmes pratiques soulevés par les sinistrés. Décorateur « social », il réalise à ce titre le « Logis 49 » pour la Caisse d'allocations familiales de la Région parisienne : un logement familial minimal présenté au Salon des arts ménagers de 1949. Cette destination oblige une restriction des surfaces : une salle pour le repas et le repos avec un passe-plat donnant sur la cuisine. Agencé comme un traditionnel buffet à deux corps, la « mise en scène » du passe-plat exprime la volonté d’offrir une esthétique « banale » conciliable avec un objectif moderne.

## Le bois et le modèle suédois
Son goût pour le bois conduit naturellement Marcel Gascoin à s’intéresser aux pays nordiques : dans l’interview faite à l’occasion de l’exposition au Mobilier national (2008) consacrée à Pierre Paulin, ce dernier évoque brièvement son stage dans l’atelier Gascoin : « Ce Normand, étonnant, avait un côté paysan. Gascoin nous apprenait à aimer le peu de modernité que nous approchions dans cette immédiate après-guerre, ce qu’avaient fait par exemple les Suédois à cette époque, eux qui n’avaient pas eu la guerre. Il nous apportait des catalogues de la Nordiska Kompaniet qui développait du mobilier destiné aux étudiants et aux gens d’origine modeste. C’était du mobilier démontable, dans une tradition nordique élégante. ». On y reconnaît également le principe des meubles par éléments (développés en France par la marque OSCAR, promus par l’UAM en 1950 et diffusés jusque dans les années 1960). Enfin, la notion d’ergonomie, scientifiquement étudiée dans le nord de l’Europe apparaît primordiale : le mobilier Gascoin n’est pas sans s’inspirer de ces études, qui déterminent par exemple les dimensions et l’inclinaison du dossier et du siège de sa chaise « C ».
Au-delà d’une source d’inspiration plus ou moins directe, ce lien avec le matériau bois et le design nordique peut apparaître plus subtilement comme le prolongement d’un idéal social fondé par l’Arts & Crafts. Le bois est alors peu coûteux et considéré comme plus chaleureux que les matériaux modernes (métaux puis plastiques), et la production industrielle peut également se conjuguer avec des finitions artisanales. Le mobilier en bois rejoint alors la préoccupation de rester économiquement et psychologiquement accessible au plus grand nombre : ce que démontre la large diffusion des meubles Gascoin, disponibles dans toutes les grandes villes de France et à faible prix (équivalent aux meubles industriels courants).

## Maître d’un «style reconstruction»
La période de la Reconstruction des villes (1945~1955) apparaît comme atypique dans l’histoire de la décoration française - le plus souvent rattachée à l’idée de luxe et d’élitisme. Après 1945, les grands maîtres de l’Art déco sont rejetés, la critique trouve cette débauche de luxe aussi absurde qu’indécente dans un pays touché par la misère. Quelques années après la Libération, les opulents décors pour mécènes cèdent leur place à des modèles prioritaires ou de coût moyen pour sinistrés. Ces modestes meubles obéissent à une ligne à peu près constante, que l'on qualifie rapidement de « style », dont la revue Arts ménagers donne les principales caractéristiques : « L'exiguïté des pièces de nos appartements ne peut accueillir les meubles monumentaux et solennels […]. Le meuble moderne est avant tout un meuble sobre, aux lignes nettes, aux dimensions réduites, de volume ou de surface entièrement utilisable et d'ailleurs susceptible d'accroissement grâce à un nombre d'ingénieux aménagements. Sans surcharge, sans sculpture, sans incrustation, il est d'entretien facile pour la maîtresse de maison […]. Le bois est le plus souvent du bois naturel : chêne clair ou teinté, parfois cérusé, rarement verni. Il y a une unité de style dans le meuble moderne. Il n'est pas indispensable pour se meubler de faire appel à un seul décorateur. Les mobiliers de série, tout en étant variés dans leur exécution, tout en présentant des originalités qui les différencient, ressortent d’une certaine unité de conception ».
Cette idée de meubles simples et modulables est apparue chez Francis Jourdain au début du XXe siècle (les meubles interchangeables, 1912-1913) ; par la suite, quelques décorateurs comme René Gabriel, Louis Sognot ou encore Étienne-Henri Martin se penchent sur cette question d'un style combinant qualité et abaissement des coûts par préfabrication d'éléments modulaires. Après la mort prématurée de René Gabriel (1950), Marcel Gascoin devient la tête de file de ces recherches au Salon des arts ménagers, supervisant la section du « Foyer d'aujourd’hui » et la remise du prix René-Gabriel - récompense offerte au mobilier de série innovant. Quand les chantiers de la Reconstruction aboutissent, des appartements témoins (Appartement témoin Perret du Havre) diffusent les idées et les objets promulgués au Salon des arts ménagers sur l'ensemble du territoire français. En présentant des aménagements-types, Marcel Gascoin et ses proches imposent alors un mobilier paraissant aussi bien adapté aux besoins du foyer moyen que pouvait l'être le reste de l'équipement ménager.

## Association des créateurs de modèles de série
Si les modèles de Marcel Gascoin paraissent adaptés aux besoins du plus grand nombre, les industriels français le boudent : il doit donc s’associer à un groupe anglais (Airborne, fauteuils d’avion) et fonder lui-même la marque de cuisine Comera. Devant éditer ses propres modèles, il crée en 1948 l’Aménagement rationnel de l’habitation qu'il rebaptise « Aménagement rationnel de l’habitation et des collectivités » (ARHEC) en 1950. Seul lieu de ce genre au tournant des années 1940 et 1950, son atelier va accueillir l’élite des créateurs formée dans les plus grandes écoles de décoration, des jeunes rebutés soit par la lourdeur du mobilier industriel, soit par l'élitisme du style « Art déco » et qui cherchent à produire des modèles de meubles en accord avec les besoins contemporains.
Pour fédérer cet élan et unir ces nouveaux talents, Marcel Gascoin regroupe son équipe avec l’aide de René-Jean Caillette dans l’Association des créateurs de modèles de série (ACMS), une association destinée à protéger les modèles et à fixer les prix, pour se préserver des méthodes de vente par les « ensembliers » et les démarcheurs puis partir à la conquête des premiers réseaux de distribution de meubles. L’ACMS part de ce constat : «À notre époque, le meuble destiné à la vente courante doit inévitablement être fabriqué en série ; cette formule de fabrication est la seule, en effet, qui permette de parvenir à des prix de revient assez bas pour que la production reste accessible au plus grand nombre ». Les neuf premiers membres de l’ACMS incarnent l’élan impulsé par Marcel Gascoin :
- René-Jean Caillette (édité par Charron)
- Bernard Durussel (autoédité),
- Marcel Gascoin (ARHEC),
- Pierre Guariche (galerie MAI),
- Jacques Hauville (Athéna, BEMA),
- Henri Meyer (Mobilier 1.2.3),
- Michel Mortier (Carrier, DMU - Diffusion mobilier utilitaire, Minvieille),
- les frères Robert et Jacques Perreau (IGAM, installations générales ameublement modernes),
- Alain Richard (Caminelle).

À ces noms s'ajoutent rapidement :
- Geneviève Dangles et Christian Defrance
- Pierre Gautier-Delaye
- Jacques Hitier
- Joseph-André Motte
- Pierre Paulin
- André Simard…

Cette liste relate bien la formation d’une avant-garde dans le design français dont les modèles seront présentés dans le stand ACMS au Salon des arts ménagers jusqu’à la fin des années 1950.

## L’obsession du rangement
Le rangement est au centre de la relation entre contenant et contenu, et l’on comprend l’acharnement de Marcel Gascoin à mesurer et à normaliser chaque objet de la maison pour finaliser un gabarit produit en série. Patrick Favardin rapporte qu’il aurait mesuré tous les objets du quotidien pendant l’Occupation et aurait ainsi imaginé l’optimisation des meubles. Ces études se retrouvent dans les croquis qu’il réalise pour l’AFNOR en 1947 et les abaques publiés dans L’art ménager français. Il s’intéresse toute sa carrière à la question de la préfabrication des rangements qu’il réalise tout d’abord pour l’ARHEC de 1949 à 1955 (blocs-tiroirs équipant armoires, placards et bahuts), puis par la SICAM et les meubles Alvéole. Dans la cuisine, son implication au sein de la marque Comera se prolonge jusqu’au milieu des années 1960.
Au trentième Salon des arts ménagers en 1961 – qui se tient pour la première fois au CNIT – un « appartement préfabriqué » entièrement meublé par Gascoin est présenté comme modèle pour les HLM. De façon caractéristique, l’aménagement intérieur répond à « l'appartement idéal des Français » modélisé d’après sondage avec, dans chaque pièce, un « rangement » constituant l'unique élément mobilier. On atteint alors le paroxysme  d'une pensée rationnelle où les différents usages des meubles (la commode, le buffet ou l'armoire) se limitent à une seule fonction : ranger. Le reste n’est plus qu'une affaire d’assemblage : tiroirs, portes, abattants ou vides expriment la polyvalence du «mur Gascoin ». Cependant, vers 1960, ses créations se marginalisent et il tend, comme tête de file du meuble de série au Salon des arts ménagers (qui reçoit désormais plus d’un million de visiteurs), à mettre en avant les « jeunes créateurs » qu’il avait formés dans son atelier.

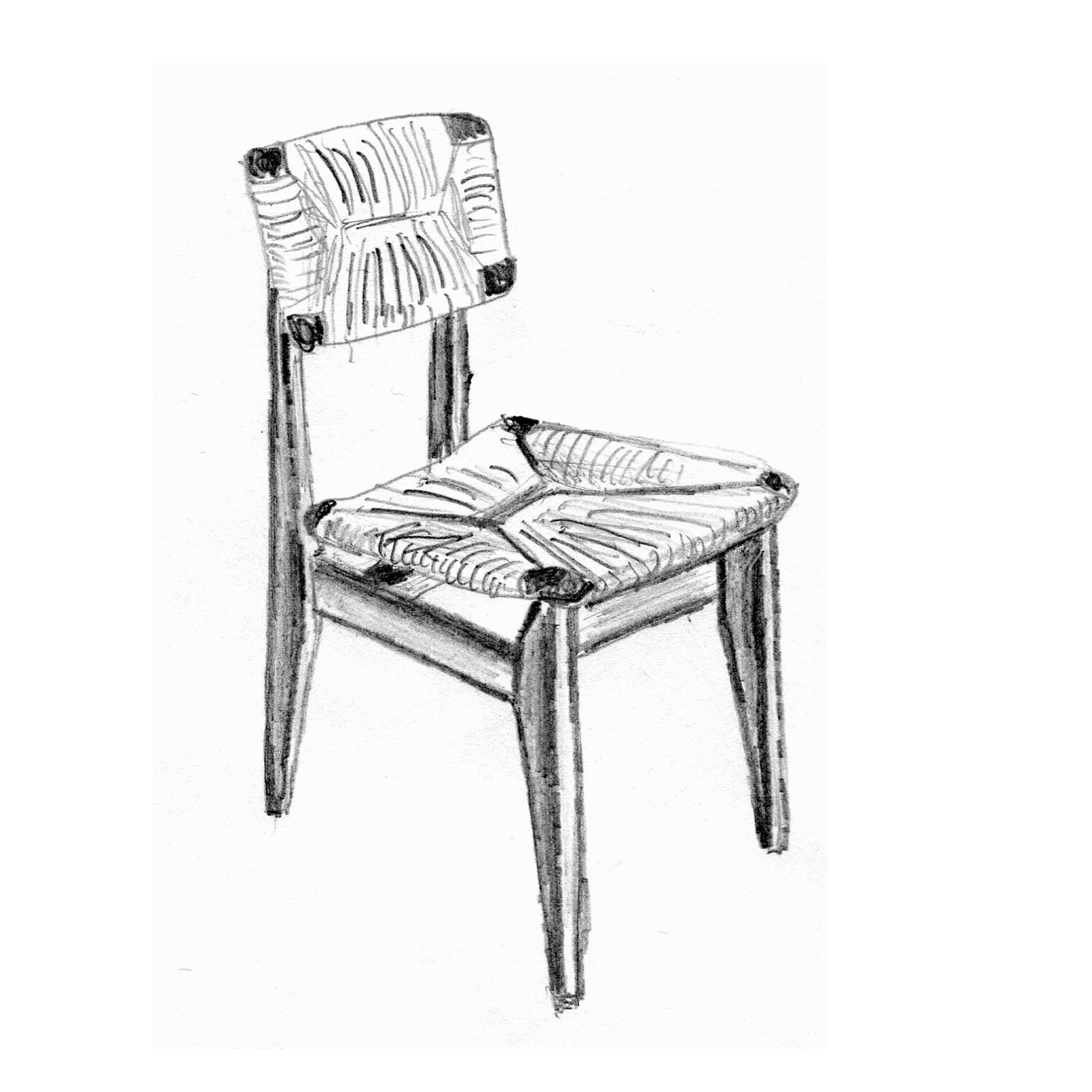
1942, chaise C paillée.
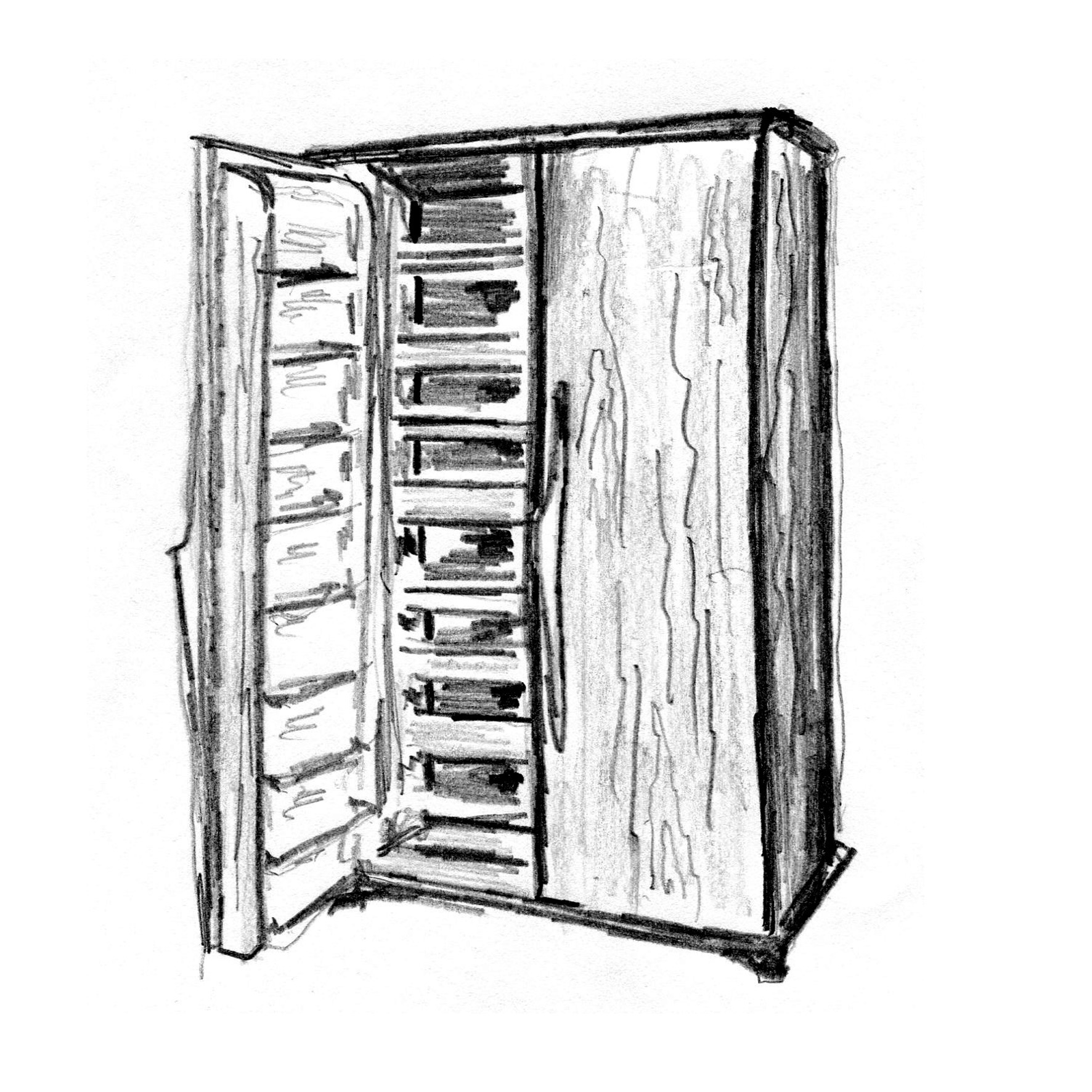
1947, armoire et rangements.
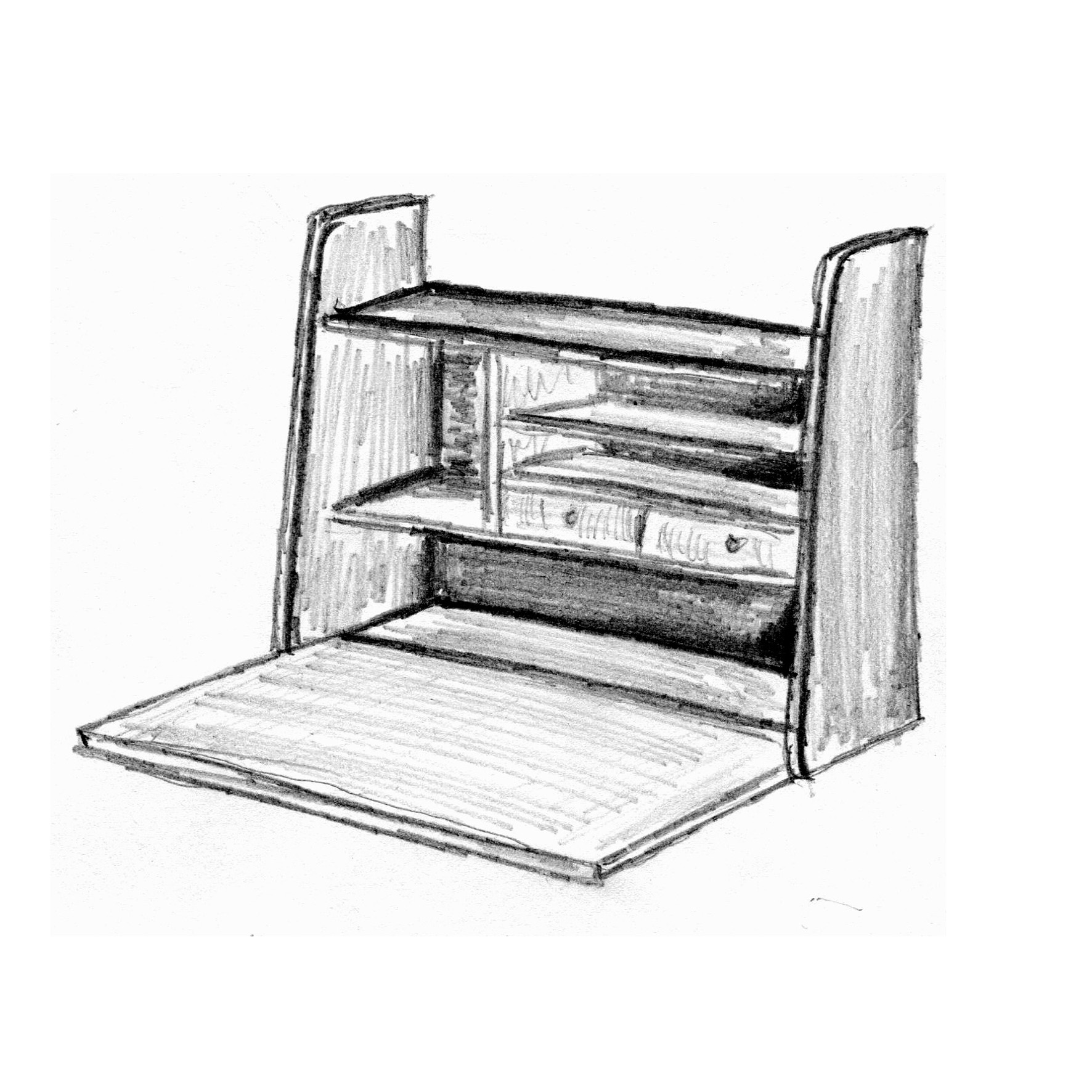
1948, secrétaire mural.
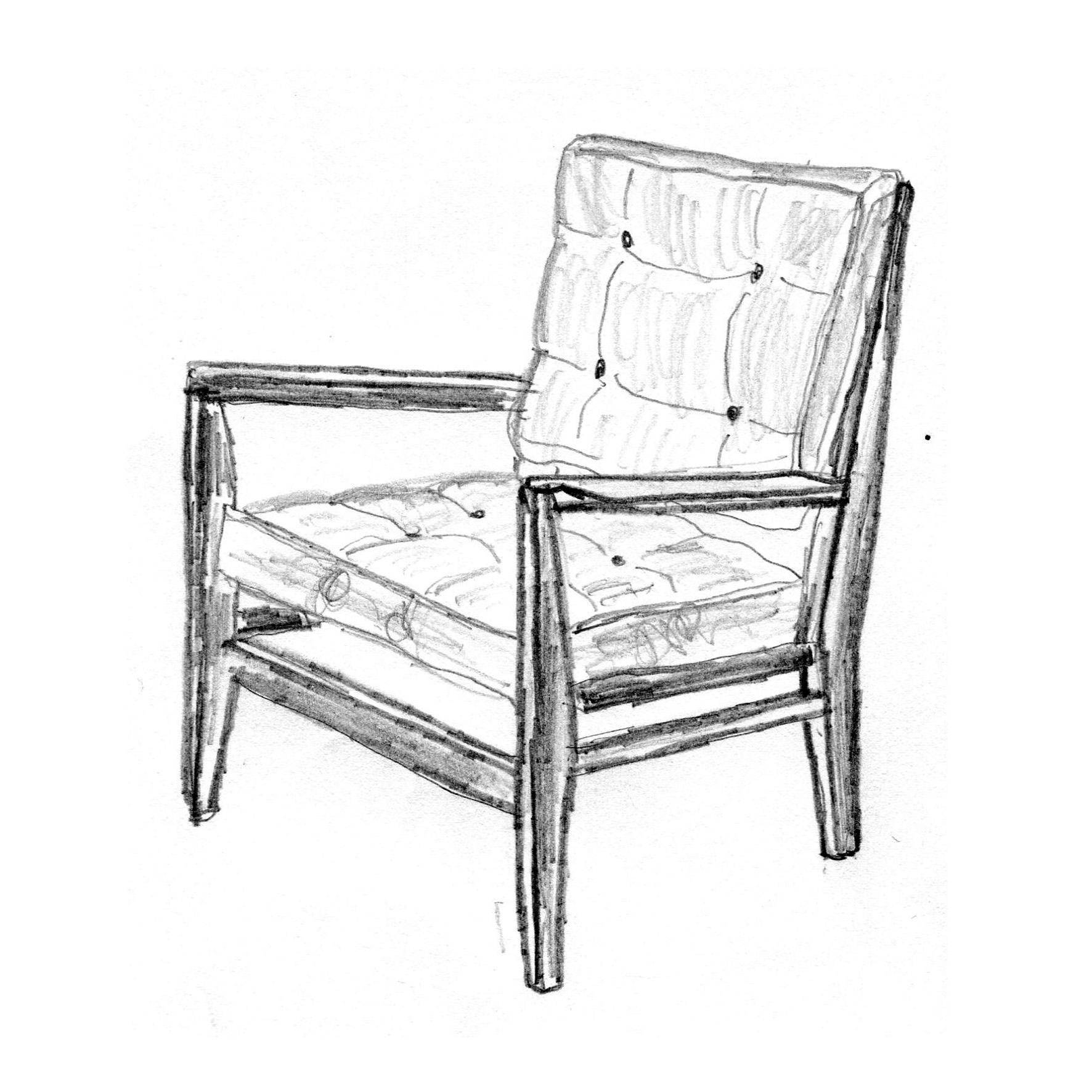
1949, Fauteuil Free-Span.
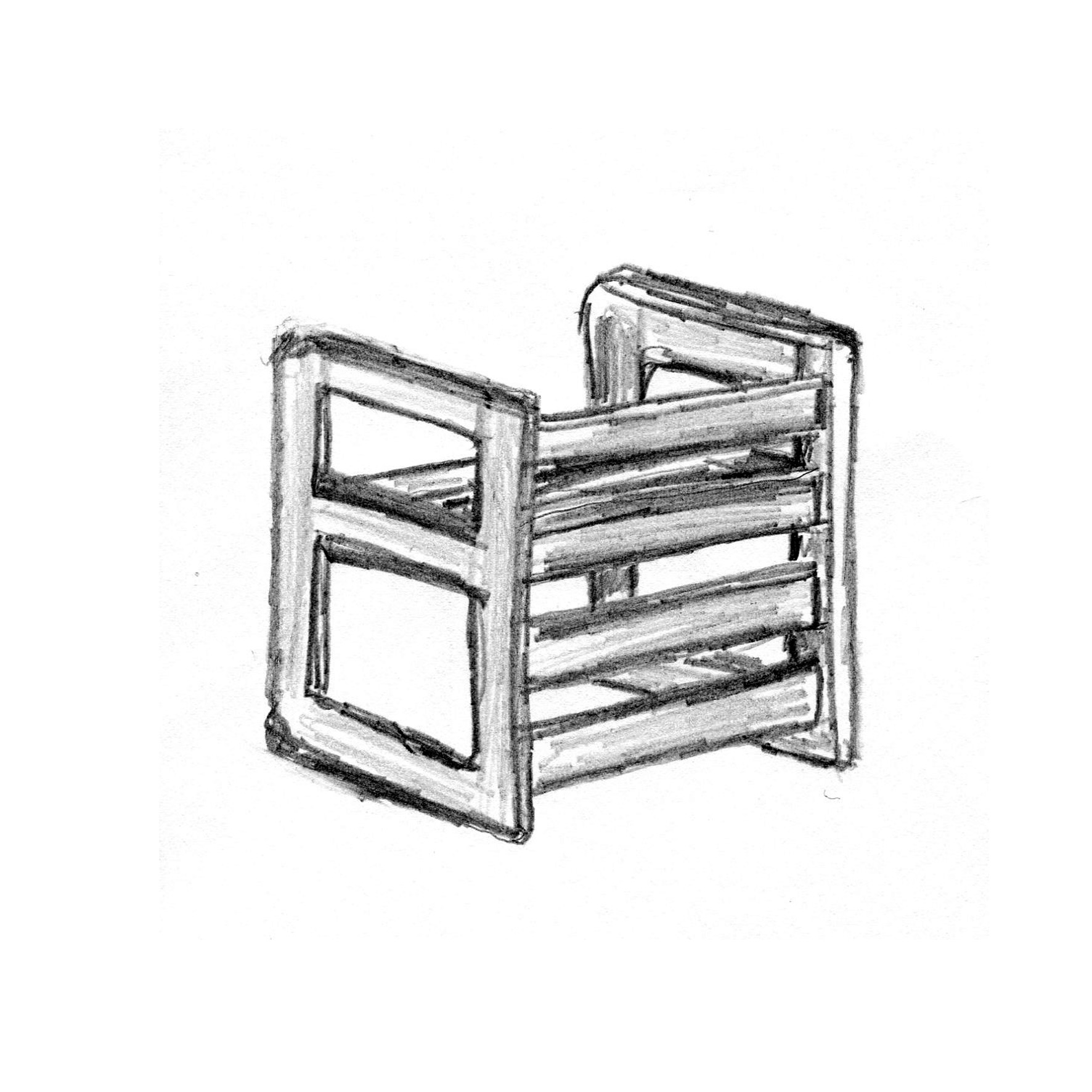
1949, tabouret 3 positions.
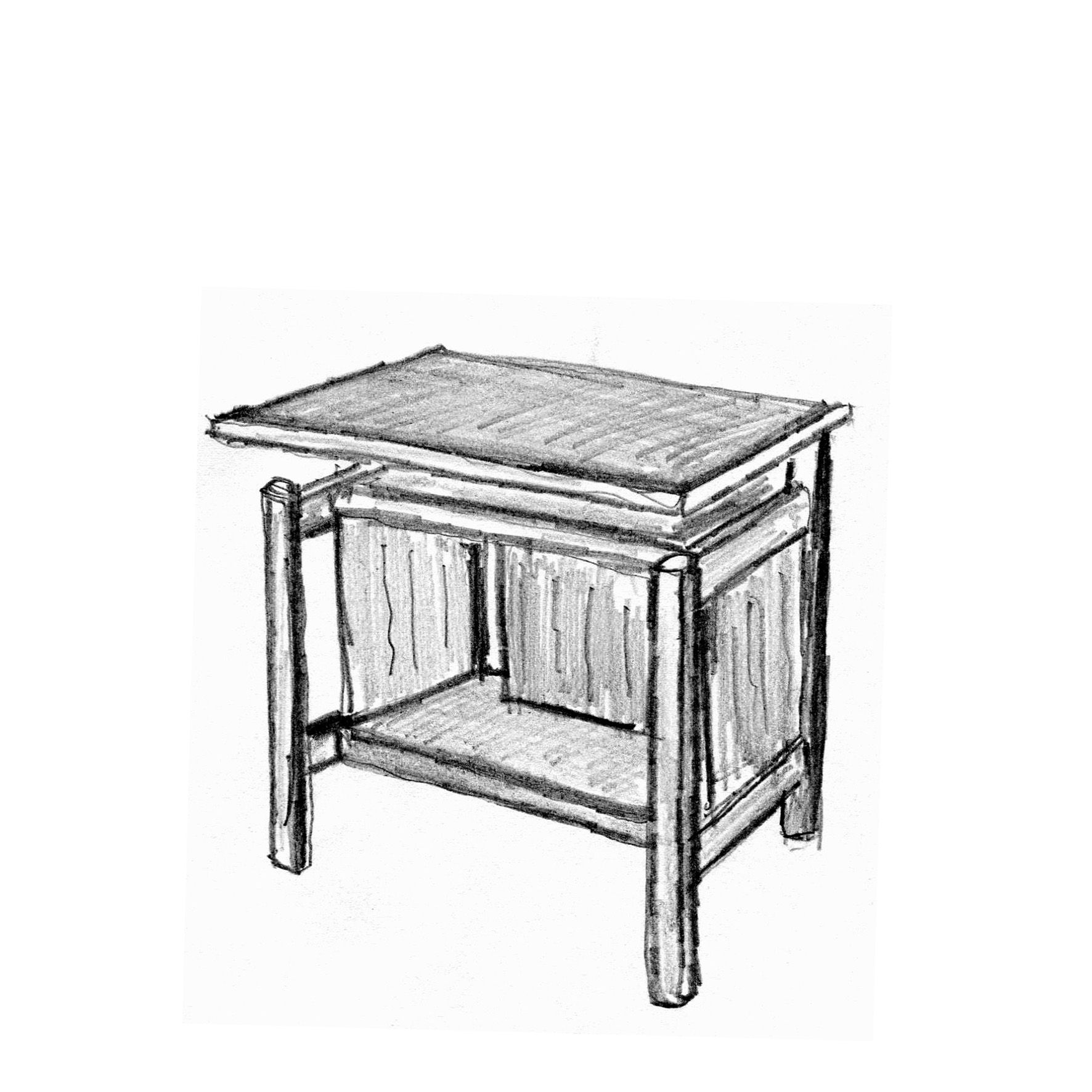
1951, pupitre transformable table.
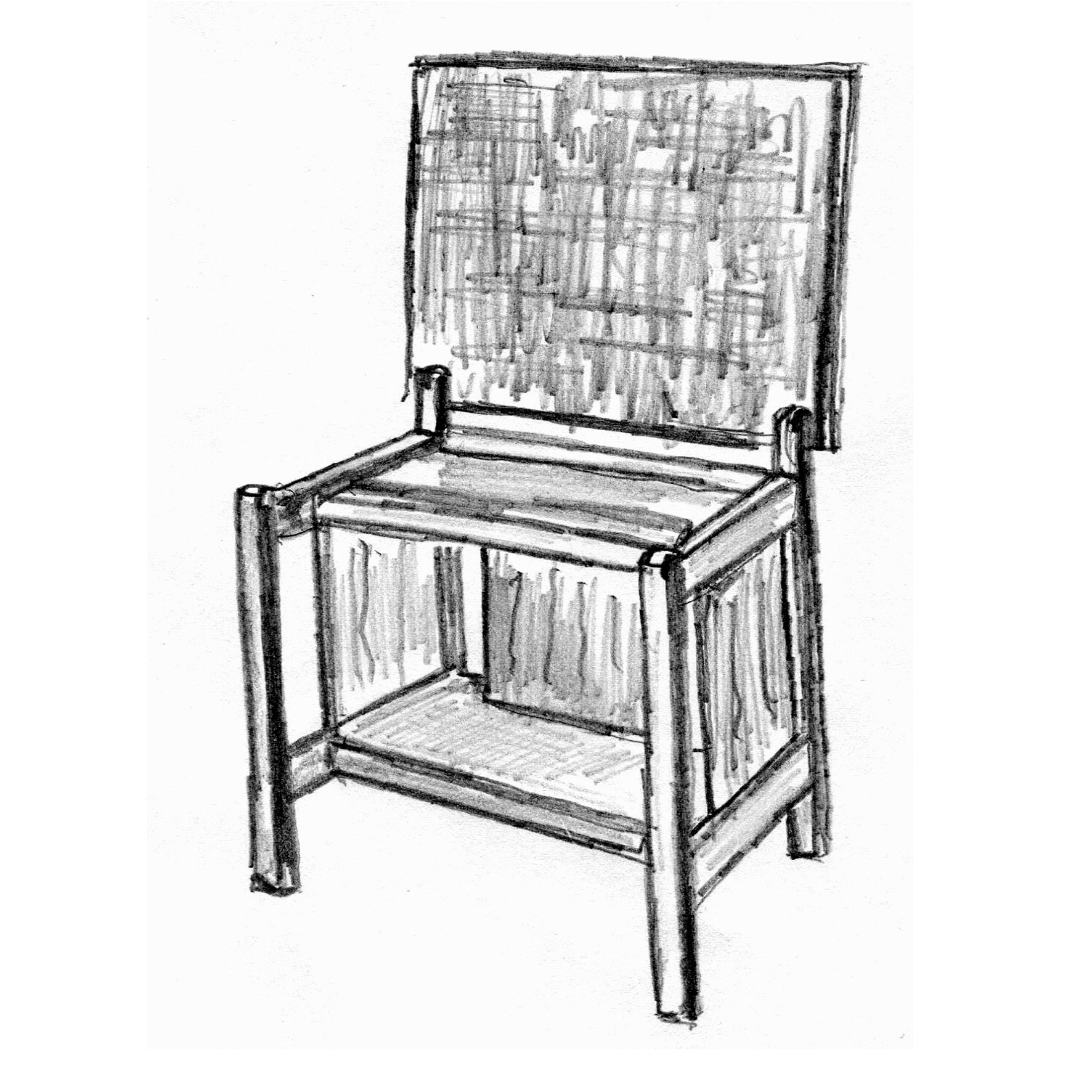
1951 pupitre transformable tableau.